# Rimburgerbos

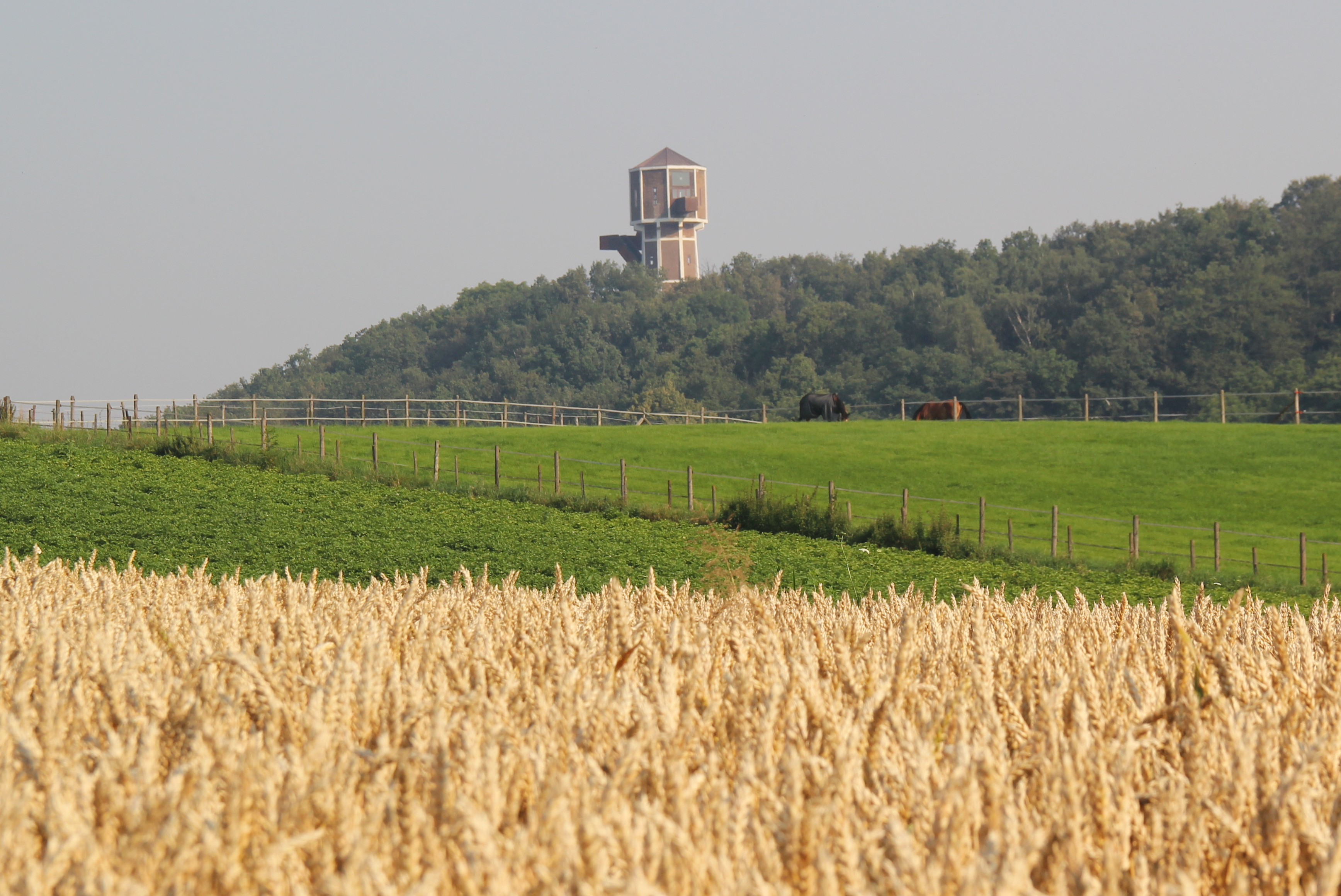
Zicht op de watertoren en de rand van het bos

Het Rimburgerbos is een hellingbos bij Rimburg in de Nederlands Zuid-Limburgse gemeente Landgraaf. Het bos ligt op de oostelijke rand van het Plateau van Nieuwenhagen in de overgang naar het dal van de Worm.
Ten oosten van het bos ligt in het dal het dorp Rimburg (met de wijk Broekhuizen) en naar het westen ligt Waubach.

## Bouwwerken
In het bos zijn er verschillende bouwwerken aangelegd:
- Sint-Jozefkapel
- Watertoren
- Openluchttheater

## Geschiedenis
In 1932 werd er in het Rimburgerbos een openluchttheater aangelegd met de bedoeling om geld te verkrijgen waarmee de wijk Lauradorp kon worden gebouwd.
In 1951 werd in het bos de Sint-Jozefkapel gebouwd.